# Razafinandriamanitra
Razafinandriamanitra (1882-1897) foi uma princesa malgaxe e sobrinha de Ranavalona III. Foi a herdeira presuntiva do Reino de Madagáscar a abolição da monarquia em 1897.

## Biografia
Razafinandriamanitra nasceu em 1882 como membro da família real malgaxe. Era filha da princesa Rasendranoro e do príncipe Andrianaly, sendo sobrinha de Ranavalona III, última soberana do Reino de Madagáscar. Foi considerada a herdeira presuntiva do reino durante o reinado de sua tia.
Em 1897 a monarquia malgaxe foi abolida pela colonização francesa na ilha. Na mesma época a princesa engravida ao quatorze anos de um soldado francês desconhecido. Razafrinandriamanitra acompanhou sua família durante o exílio em em Toamasina. Posteriormente foram enviados á Saint-Denis, ilha de Reunião onde se alojaram no Hotel de I'Europe. Em 1 de maio de 1897 a princesa deu a luz á uma menina, Marie-Louise, mas morreu poucos dias depois em 6 de maio. Sua filha foi adotada por sua tia e posta como herdeira presuntiva.